# Groupement des industries françaises aéronautiques et spatiales

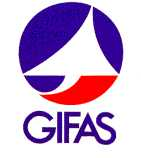

El Groupement des industries françaises aéronautiques et spatiales (abreviado GIFAS) es la asociación francesa de industrias aeroespaciales. Fue creada en 1908. Tiene más de 260 miembros.
El primer nombre de la asociación fue la Association des Industries de la Locomotion Aérienne. Adquirió su nombre actual en 1975.
El actual presidente de GIFAS es Éric Trappier, CEO Dassault Aviation.

## Organización
Algunos miembros son:
- Airbus
- Astrium
- Dassault Aviation
- Airbus Group
- Airbus Helicopters
- Goodrich Corporation
- Groupe Latécoère
- MBDA
- Ratier
- Safran
- Snecma
- Socata
- Thales Group
- Zodiac Aerospace